# Supercopa de Europa 2015
La Supercopa de Europa 2015 fue la 40.ª edición de la Supercopa de Europa (en inglés, UEFA Super Cup). El encuentro fue disputado entre el F. C. Barcelona, ganador de la UEFA Champions League 2014-15 y el Sevilla F. C., ganador de la UEFA Europa League 2014-15 en el Estadio Borís Paichadze de Tiflis, Georgia. Dicho encuentro se disputó el 11 de agosto de 2015. El Barcelona se hizo con el título, tras un partido memorable en el que el Sevilla plantó cara a un equipo que arrasó a sus rivales la campaña anterior y al que le remontó un 4-1 con los goles marcados por José Antonio Reyes, Kevin Gameiro y Yevhen Konoplyanka. Con el resultado de 4-4 llegaron a la prórroga y Pedro Rodríguez hizo el 5-4 en el minuto 115 tras aprovechar un rechace del portero sevillista.

## Participantes
| F. C. Barcelona |  | Bandera de España |  | Campeón de la Liga de Campeones de la UEFA (2014-2015) |
| Sevilla F. C.   |  | Bandera de España |  | Campeón de la Liga Europa de la UEFA (2014-2015)       |

## Desarrollo

### Sede
El Estadio Borís Paichadze (reinaugurado en 2001) fue anunciado como sede de la final de la Supercopa en la edición XL en la reunión del Comité Ejecutivo de la UEFA el 30 de junio de 2012. El estadio alberga los partidos de la selección de fútbol de Georgia y del FC Dinamo Tbilisi.

### Partido
La final tuvo un precedente en la edición de 2006, en la que el Sevilla se alzó con el título después de derrotar al Barcelona por 0–3.
Un gol de Pedro Rodríguez en el minuto 115, a cinco minutos del final de la prórroga, dio el título al conjunto barcelonista de igual modo que en la edición de 2009, con mismo protagonista y minuto.

## Final
| 1     | POR   | Marc-André ter Stegen |     |
| 6     | DEF   | Dani Alves            |     |
| 3     | DEF   | Gerard Piqué          |     |
| 14    | DEF   | Javier Mascherano     | 92' |
| 24    | DEF   | Jérémy Mathieu        |     |
| 4     | MED   | Ivan Rakitić          |     |
| 5     | MED   | Sergio Busquets       |     |
| 8     | MED   | Andrés Iniesta        | 63' |
| 10    | DEL   | Lionel Messi          |     |
| 9     | DEL   | Luis Suárez           |     |
| 12    | DEL   | Rafinha               | 78' |
| D. T. | D. T. | Luis Enrique          |     |

| 13    | POR   | Beto                |     |
| 23    | DEF   | Coke                |     |
| 3     | DEF   | Adil Rami           |     |
| 4     | DEF   | Grzegorz Krychowiak |     |
| 2     | MED   | Benoît Trémoulinas  |     |
| 7     | MED   | Michael Krohn-Dehli |     |
| 8     | MED   | Vicente Iborra      | 80' |
| 19    | MED   | Éver Banega         |     |
| 10    | MED   | José Antonio Reyes  | 68' |
| 20    | DEL   | Vitolo              |     |
| 9     | DEL   | Kevin Gameiro       | 80' |
| D. T. | D. T. | Unai Emery          |     |

| 20 | MED | Sergi Roberto   | 63' |
| 15 | DEF | Marc Bartra     | 78' |
| 7  | MED | Pedro Rodríguez | 93' |

| 22 | DEL | Yevhen Konoplyanka     | 68' |
| 11 | DEL | Ciro Immobile          | 80' |
| 25 | DEF | Mariano Ferreira Filho | 80' |

| 7' · 16' · 44' · 52' · 115' | Lionel Messi Rafinha Luis Suárez Pedro Rodríguez | 1-1 2-1 3-1 4-1 5-4 |

| 3' · 57' · 72' · 81' | Éver Banega José Antonio Reyes Kevin Gameiro Yevhen Konoplyanka | 0-1 4-2 4-3 4-4 |

| 71' · 94' · 117' · 120' | Jérémy Mathieu Pedro Rodríguez Sergio Busquets Dani Alves |

| 14' · 87' · 90+2' · 92' · 120+2' | Grzegorz Krychowiak Coke Éver Banega Ciro Immobile Michael Krohn-Dehli |

| Principal  | William Collum   |
| Asistentes | Damien MacGraith |
|            | Francis Connor   |
| Cuarto     | Graham Chambers  |

| Áreas | Bobby Madden |
|       | Kevin Clancy |

|                    |     |     |
| Tiros              | 17  | 12  |
| Tiros a puerta     | 10  | 6   |
| Faltas             | 20  | 21  |
| Saques de esquina  | 8   | 4   |
| Penaltis           | 0   | 1   |
| Fueras de juego    | 3   | 4   |
| Posesión del balón | 62% | 38% |

| Alineación inicial |

| 1     | POR   | Marc-André ter Stegen |     |
| 6     | DEF   | Dani Alves            |     |
| 3     | DEF   | Gerard Piqué          |     |
| 14    | DEF   | Javier Mascherano     | 92' |
| 24    | DEF   | Jérémy Mathieu        |     |
| 4     | MED   | Ivan Rakitić          |     |
| 5     | MED   | Sergio Busquets       |     |
| 8     | MED   | Andrés Iniesta        | 63' |
| 10    | DEL   | Lionel Messi          |     |
| 9     | DEL   | Luis Suárez           |     |
| 12    | DEL   | Rafinha               | 78' |
| D. T. | D. T. | Luis Enrique          |     |

| 13    | POR   | Beto                |     |
| 23    | DEF   | Coke                |     |
| 3     | DEF   | Adil Rami           |     |
| 4     | DEF   | Grzegorz Krychowiak |     |
| 2     | MED   | Benoît Trémoulinas  |     |
| 7     | MED   | Michael Krohn-Dehli |     |
| 8     | MED   | Vicente Iborra      | 80' |
| 19    | MED   | Éver Banega         |     |
| 10    | MED   | José Antonio Reyes  | 68' |
| 20    | DEL   | Vitolo              |     |
| 9     | DEL   | Kevin Gameiro       | 80' |
| D. T. | D. T. | Unai Emery          |     |

| 20 | MED | Sergi Roberto   | 63' |
| 15 | DEF | Marc Bartra     | 78' |
| 7  | MED | Pedro Rodríguez | 93' |

| 22 | DEL | Yevhen Konoplyanka     | 68' |
| 11 | DEL | Ciro Immobile          | 80' |
| 25 | DEF | Mariano Ferreira Filho | 80' |

| 7' · 16' · 44' · 52' · 115' | Lionel Messi Rafinha Luis Suárez Pedro Rodríguez | 1-1 2-1 3-1 4-1 5-4 |

| 3' · 57' · 72' · 81' | Éver Banega José Antonio Reyes Kevin Gameiro Yevhen Konoplyanka | 0-1 4-2 4-3 4-4 |

| 71' · 94' · 117' · 120' | Jérémy Mathieu Pedro Rodríguez Sergio Busquets Dani Alves |

| 14' · 87' · 90+2' · 92' · 120+2' | Grzegorz Krychowiak Coke Éver Banega Ciro Immobile Michael Krohn-Dehli |

| Principal  | William Collum   |
| Asistentes | Damien MacGraith |
|            | Francis Connor   |
| Cuarto     | Graham Chambers  |

| Áreas | Bobby Madden |
|       | Kevin Clancy |

|                    |     |     |
| Tiros              | 17  | 12  |
| Tiros a puerta     | 10  | 6   |
| Faltas             | 20  | 21  |
| Saques de esquina  | 8   | 4   |
| Penaltis           | 0   | 1   |
| Fueras de juego    | 3   | 4   |
| Posesión del balón | 62% | 38% |

| Alineación inicial |

| 1     | POR   | Marc-André ter Stegen |     |
| 6     | DEF   | Dani Alves            |     |
| 3     | DEF   | Gerard Piqué          |     |
| 14    | DEF   | Javier Mascherano     | 92' |
| 24    | DEF   | Jérémy Mathieu        |     |
| 4     | MED   | Ivan Rakitić          |     |
| 5     | MED   | Sergio Busquets       |     |
| 8     | MED   | Andrés Iniesta        | 63' |
| 10    | DEL   | Lionel Messi          |     |
| 9     | DEL   | Luis Suárez           |     |
| 12    | DEL   | Rafinha               | 78' |
| D. T. | D. T. | Luis Enrique          |     |

| 13    | POR   | Beto                |     |
| 23    | DEF   | Coke                |     |
| 3     | DEF   | Adil Rami           |     |
| 4     | DEF   | Grzegorz Krychowiak |     |
| 2     | MED   | Benoît Trémoulinas  |     |
| 7     | MED   | Michael Krohn-Dehli |     |
| 8     | MED   | Vicente Iborra      | 80' |
| 19    | MED   | Éver Banega         |     |
| 10    | MED   | José Antonio Reyes  | 68' |
| 20    | DEL   | Vitolo              |     |
| 9     | DEL   | Kevin Gameiro       | 80' |
| D. T. | D. T. | Unai Emery          |     |

| 20 | MED | Sergi Roberto   | 63' |
| 15 | DEF | Marc Bartra     | 78' |
| 7  | MED | Pedro Rodríguez | 93' |

| 22 | DEL | Yevhen Konoplyanka     | 68' |
| 11 | DEL | Ciro Immobile          | 80' |
| 25 | DEF | Mariano Ferreira Filho | 80' |

| 7' · 16' · 44' · 52' · 115' | Lionel Messi Rafinha Luis Suárez Pedro Rodríguez | 1-1 2-1 3-1 4-1 5-4 |

| 3' · 57' · 72' · 81' | Éver Banega José Antonio Reyes Kevin Gameiro Yevhen Konoplyanka | 0-1 4-2 4-3 4-4 |

| 71' · 94' · 117' · 120' | Jérémy Mathieu Pedro Rodríguez Sergio Busquets Dani Alves |

| 14' · 87' · 90+2' · 92' · 120+2' | Grzegorz Krychowiak Coke Éver Banega Ciro Immobile Michael Krohn-Dehli |

| Principal  | William Collum   |
| Asistentes | Damien MacGraith |
|            | Francis Connor   |
| Cuarto     | Graham Chambers  |

| Áreas | Bobby Madden |
|       | Kevin Clancy |

|                    |     |     |
| Tiros              | 17  | 12  |
| Tiros a puerta     | 10  | 6   |
| Faltas             | 20  | 21  |
| Saques de esquina  | 8   | 4   |
| Penaltis           | 0   | 1   |
| Fueras de juego    | 3   | 4   |
| Posesión del balón | 62% | 38% |

| Alineación inicial |

| 1     | POR   | Marc-André ter Stegen |     |
| 6     | DEF   | Dani Alves            |     |
| 3     | DEF   | Gerard Piqué          |     |
| 14    | DEF   | Javier Mascherano     | 92' |
| 24    | DEF   | Jérémy Mathieu        |     |
| 4     | MED   | Ivan Rakitić          |     |
| 5     | MED   | Sergio Busquets       |     |
| 8     | MED   | Andrés Iniesta        | 63' |
| 10    | DEL   | Lionel Messi          |     |
| 9     | DEL   | Luis Suárez           |     |
| 12    | DEL   | Rafinha               | 78' |
| D. T. | D. T. | Luis Enrique          |     |

| 13    | POR   | Beto                |     |
| 23    | DEF   | Coke                |     |
| 3     | DEF   | Adil Rami           |     |
| 4     | DEF   | Grzegorz Krychowiak |     |
| 2     | MED   | Benoît Trémoulinas  |     |
| 7     | MED   | Michael Krohn-Dehli |     |
| 8     | MED   | Vicente Iborra      | 80' |
| 19    | MED   | Éver Banega         |     |
| 10    | MED   | José Antonio Reyes  | 68' |
| 20    | DEL   | Vitolo              |     |
| 9     | DEL   | Kevin Gameiro       | 80' |
| D. T. | D. T. | Unai Emery          |     |

| 20 | MED | Sergi Roberto   | 63' |
| 15 | DEF | Marc Bartra     | 78' |
| 7  | MED | Pedro Rodríguez | 93' |

| 22 | DEL | Yevhen Konoplyanka     | 68' |
| 11 | DEL | Ciro Immobile          | 80' |
| 25 | DEF | Mariano Ferreira Filho | 80' |

| 7' · 16' · 44' · 52' · 115' | Lionel Messi Rafinha Luis Suárez Pedro Rodríguez | 1-1 2-1 3-1 4-1 5-4 |

| 3' · 57' · 72' · 81' | Éver Banega José Antonio Reyes Kevin Gameiro Yevhen Konoplyanka | 0-1 4-2 4-3 4-4 |

| 71' · 94' · 117' · 120' | Jérémy Mathieu Pedro Rodríguez Sergio Busquets Dani Alves |

| 14' · 87' · 90+2' · 92' · 120+2' | Grzegorz Krychowiak Coke Éver Banega Ciro Immobile Michael Krohn-Dehli |

| Principal  | William Collum   |
| Asistentes | Damien MacGraith |
|            | Francis Connor   |
| Cuarto     | Graham Chambers  |

| Áreas | Bobby Madden |
|       | Kevin Clancy |

|                    |     |     |
| Tiros              | 17  | 12  |
| Tiros a puerta     | 10  | 6   |
| Faltas             | 20  | 21  |
| Saques de esquina  | 8   | 4   |
| Penaltis           | 0   | 1   |
| Fueras de juego    | 3   | 4   |
| Posesión del balón | 62% | 38% |

| Alineación inicial |

|                                    |
| Bandera de España                  |
| Campeón F. C. Barcelona 5.º título |